# Блок книжковий

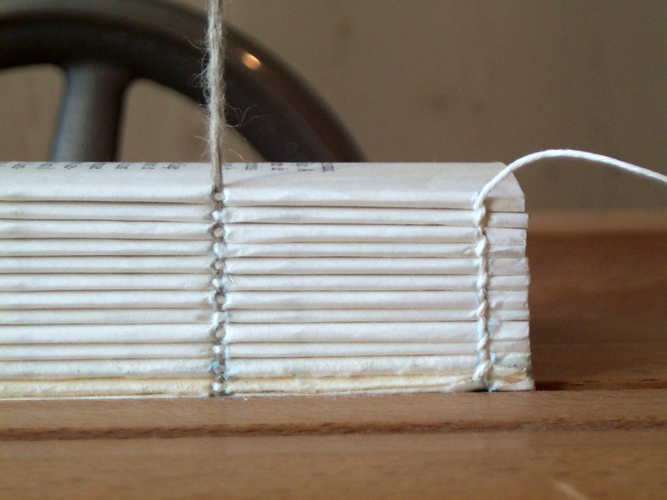
Зшиті зошити книжкового блока

Блок книжко́вий (англ. book block) — комплект скріплених з одного боку (в корінці) зошитів або аркушів, що містить усі сторінки та комплектуючі деталі майбутнього видання. Книжковий блок є найважливішим елементом книги.
Так у поліграфії називають майже готовий примірник видання, який залишилося тільки з'єднати з палітуркою чи обкладинкою. Це комплект з'єднаних між собою зошитів або листів, які складаються зі сторінок та інших деталей майбутнього видання.
Книжкові блоки можуть відрізнятися за способом комплектування, за видом форзаца, способом зшивання, обробкою корінця, відсутністю або присутністю капталу, присутністю або відсутністю закладки, способами обробки зрізів. Книжковий блок для палітурки може бути скомплектований, залежно від обсягу книги, підборкою або вкладкою. Останній вид використовується дуже рідко — для малооб'ємних видань.